# Glux-en-Glenne
Glux-en-Glenne (prononcer [ɡly ɑ̃ ɡlɛn] ; Yeu en bourguignon-morvandiau) est une commune française située dans le département de la Nièvre, en région Bourgogne-Franche-Comté.
Situé non loin des limites occidentales du département de Saône-et-Loire, dans l'ancienne région de Bourgogne, au centre du massif montagneux du Morvan et en plein cœur du Parc naturel régional du Morvan, le petit village de Glux-en-Glenne abrite sur son territoire une partie du site archéologique de la cité antique de Bibracte (partagé avec la commune voisine de Saint-Léger-sous-Beuvray), centre névralgique du pouvoir de l'aristocratie des Éduens, puissant peuple de la Gaule celtique.
La petite cité morvandelle héberge également sur son territoire les sources de l'Yonne, rivière bourguignonne, principal affluent de la rive gauche de la Seine qui s'écoule depuis les pentes du mont Préneley, principal sommet et point culminant de la commune avec ses 855 mètres d'altitude.
Cette situation liée à son positionnement géographique et à son passé historique donne à ce petit village rural une dimension particulière, son territoire abritant également le Centre européen d'archéologie de Bibracte, associé au centre régional de conservation et d’étude des collections archéologiques créé à l'initiative du ministère de la Culture.
La commune, située dans l'arrondissement de Château-Chinon-ville, est également adhérente à la communauté de communes Morvan Sommets et Grands Lacs depuis la création de celle-ci au 1er janvier 2017.
Ses habitants sont les Gluxois(es). Le nom de « Glenne » est lié à une ancienne châtellenie ducale, puis royale dite de Glenne (ou de Glaine). Ce fief, dépendant à l'origine de l'évêché d'Autun, a été créé durant le Moyen Âge central, les ruines de l'ancienne forteresse médiévale étant encore visibles sur une crête rocheuse dominant le territoire de la commune voisine de La Grande-Verrière, au niveau du hameau de Glenne, située dans le département de Saône-et-Loire.

## Géographie

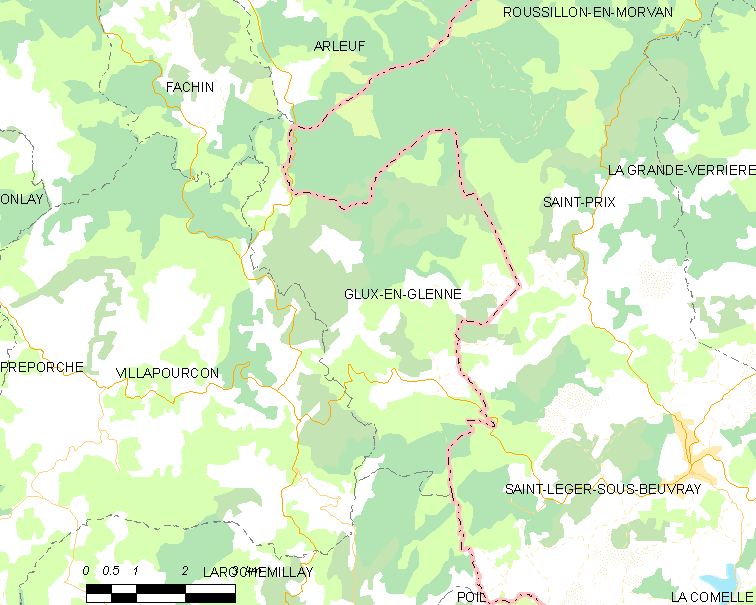
Plan du territoire de Glux-en-Glenne

### Localisation
Le territoire communal de Glux-en-Glenne se situe approximativement au centre du massif de basse montagne du Morvan, en Bourgogne-Franche-Comté, dans son secteur le plus élevé, désigné par les géographes et l'office de tourisme local sous le nom de Haut-Morvan. La commune est d'ailleurs présentée comme étant la plus élevée du département avec la présence sur son territoire du mont Préneley qui culmine à 855 mètres d'altitude, le point le plus bas (sortie de la rivière de la Roche du territoire communal) étant supérieur à 400 mètres d'altitude.
Le centre du bourg de Glux-en-Glenne se situe à environ 18,3 km de Château-Chinon (ville), principale commune de cette partie du massif, ainsi qu'à 87 km de Dijon, préfecture de la région Bourgogne-Franche-Comté, 248 km de Paris et 421 km de Marseille.

### Description
Le site web de la commune de Glux-en-Glenne, présente ce village comme étant :

« le plus haut village de Bourgogne domine les bassins de la Seine et de la Loire ...//... nichée au cœur des trois sommets du Morvan. »

Il s'agit d'une petite localité rurale composée d'un bourg central et de quelques hameaux à l'habitat très peu dense, car la commune est enclavée dans la partie la plus haute d'une zone de basse montagne, son territoire s'étendant sur 2 206 hectares. L'espace forestier de cette petite cité morvandelle, d'une superficie de 1 297 hectares composée de feuillus (comprenant essentiellement des chênes et des hêtres) et de résineux (comprenant essentiellement des douglas, des sapins pectinés et des épicéas), correspond à plus de la moitié de la surface de son territoire.

### Géologie et relief

Carte géologique du massif du Morvan.

Glux-en-Glenne est située dans le massif du Morvan, petit ensemble montagneux détaché du Massif central qui représente le morceau de ce socle cristallin le plus avancé vers le nord à la limite de la bordure sédimentaire du Bassin parisien.
Cette montagne est formée de roches métamorphiques (gneiss, micaschistes) mêlées à des roches magmatiques (granites, porphyres). Les roches de la commune sont essentiellement de nature basaltique et rhyolithique (voir carte).
Deux des principaux sommets de ce massif, dépassant tous les deux les 800 mètres d'altitude, le mont Beuvray, en limite du territoire de Glux, et le mont Préneley, entièrement situé sur le territoire de la commune cernent le bourg central au sud et à l'ouest. Le point culminant du Morvan, dénommé le Haut-Folin (seul sommet à dépasser 900 mètres d'altitude) est, quant à lui, situé à moins de cinq kilomètres des limites septentrionales du territoire communal.

### Hydrographie
Véritable château d'eau de la région en raison de son altitude, le territoire de Glux-en-Glenne est sillonné par de nombreux cours d'eau qui prennent leurs sources au pied des différents sommets de la commune.
La Roche, une petite rivière qui prend sa source au pied du Mont Beuvray et qui longe le sud du territoire communal, d'une longueur de 19,4 kilomètres, est affluent de la rive droite de l'Alène, et donc un sous-affluent de la Loire. Cette rivière possède deux affluents dont les sources sont situées dans la commune de Glux : le ruisseau de la fontaine-Saint-Pierre et le ruisseau du moulin de la Chautte.
L'Yonne est une rivière du Bassin parisien, principal affluent de la Seine, d'une longueur de 292,3 kilomètres. Cette rivière reçoit un affluent dont la source est située dans la commune voisine de Saint-Prix, il s'agit du ruisseau de Belle Perche, d'une longueur de 1,2 kilomètre.

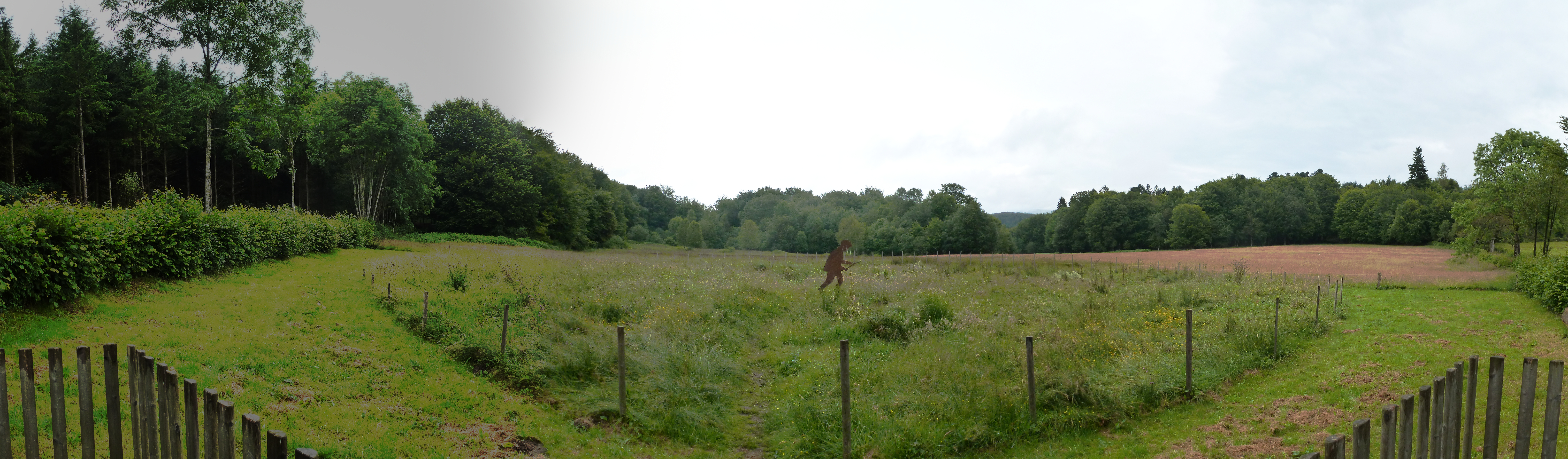
Vue panoramique de la tourbière d'où sourd l'Yonne, sur le mont Préneley, la silhouette du sourcier indiquant le site de la source.

Le Ruisseau de l'Argentolle, d'une longueur de cinq kilomètres, prend sa source dans le bourg central de Glux. Ce cours d'eau est un affluent de l'Arroux et donc un sous-affluent de la Loire.

### Climat
Pour des articles plus généraux, voir Climat de la Bourgogne-Franche-Comté et Climat de la Nièvre.
En 2010, le climat de la commune est de type climat de montagne, selon une étude du Centre national de la recherche scientifique s'appuyant sur une série de données couvrant la période 1971-2000. En 2020, Météo-France publie une typologie des climats de la France métropolitaine dans laquelle la commune est exposée à un climat océanique altéré et est dans une zone de transition entre les régions climatiques « Lorraine, plateau de Langres, Morvan » et « Centre et contreforts nord du Massif Central ».
Pour la période 1971-2000, la température annuelle moyenne est de 9,4 °C, avec une amplitude thermique annuelle de 16,3 °C. Le cumul annuel moyen de précipitations est de 1 497 mm, avec 14,7 jours de précipitations en janvier et 9,3 jours en juillet. Pour la période 1991-2020, la température moyenne annuelle observée sur la station météorologique de Météo-France la plus proche, « Chateau Chinon », sur la commune de Château-Chinon (Ville) à 14 km à vol d'oiseau, est de 10,5 °C et le cumul annuel moyen de précipitations est de 1 252,3 mm. 
La température maximale relevée sur cette station est de 38,8 °C, atteinte le 25 juillet 2019 ; la température minimale est de −21,3 °C, atteinte le 10 février 1956,,.
Les paramètres climatiques de la commune ont été estimés pour le milieu du siècle (2041-2070) selon différents scénarios d'émission de gaz à effet de serre à partir des nouvelles projections climatiques de référence DRIAS-2020. Elles sont consultables sur un site dédié publié par Météo-France en novembre 2022.

#### Températures pour 2017
| Mois                              | jan. | fév. | mars | avril | mai  | juin | jui. | août | sep. | oct. | nov. | déc. |
| --------------------------------- | ---- | ---- | ---- | ----- | ---- | ---- | ---- | ---- | ---- | ---- | ---- | ---- |
| Température minimale moyenne (°C) | −2,7 | 2,1  | 4,2  | 1,6   | 9,1  | 13,7 | 14,5 | 13,3 | 9,4  | 7,2  | 2,1  | −2   |
| Température maximale moyenne (°C) | 4,5  | 11,3 | 15,1 | 16,8  | 21,9 | 26,6 | 26,8 | 26,6 | 20,8 | 18,7 | 10,3 | 8    |

#### Tableau pluviométrique de 2006 à 2008
Ce tableau pluviométrique concerne la ville de Château-Chinon, située à moins de vingt kilomètres de Glux-en-Glenne et située, elle aussi dans une zone de moyenne montagne, mais à une altitude légèrement inférieure.
| Mois                               | jan.  | fév.  | mars  | avril | mai   | juin  | jui.  | août  | sep.  | oct.  | nov.  | déc.  | année   |
| ---------------------------------- | ----- | ----- | ----- | ----- | ----- | ----- | ----- | ----- | ----- | ----- | ----- | ----- | ------- |
| Relevé pluviométrique en 2006 (mm) | 64,4  | 102,4 | 184,1 | 62,2  | 130,5 | 71,4  | 51,7  | 210,2 | 107,8 | 146,1 | 169,1 | 62,4  | 1 362,3 |
| Relevé pluviométrique en 2007 (mm) | 144,2 | 145,1 | 146,4 | 40,9  | 166,1 | 150,2 | 186,5 | 167,9 | 105,3 | 35    | 73,6  | 110,8 | 1 472   |
| Relevé pluviométrique en 2008 (mm) | 113,8 | 50,6  | 190,2 | 120,6 | 99    | 56,4  | 100,7 | 131,6 | 97,3  | 120,4 | 83,2  | 80,4  | 1 244,2 |

### Voies de communication

Itinéraire du GR de Pays Tour du Morvan dans le Parc naturel régional du Morvan

#### Les sentiers de Grande Randonnée
Le territoire de la commune est sillonné par deux grands sentiers balisés, dénommés sentiers de grande randonnée (GR) :
1. Le sentier GRPTM, dit du « tour du Morvan » :

ce sentier de grande randonnée dénommé « Sentier de grande randonnée de pays Tour du Morvan » qui traverse les trois départements de la Nièvre, de l'Yonne et de la Côte-d'Or, traverse le territoire de la commune, selon un axe nord sud.
1. Le sentier GR 131, dit du « Mont Beuvray à Autun » :

ce sentier de grande randonnée 131 (GR 131) relie l'oppidum de Bibracte, situé sur le Mont Beuvray à la ville d'Autun, et emprunte donc une fraction du territoire de la commune dans sa partie méridionale.

#### Les voies routières
Le territoire de la commune de Glux-en-Glenne est traversé par de nombreuses routes départementales dont voici la liste exhaustive :
1. La route départementale 3 (RD 3) relie la commune de Glux-en-Glenne (à la limite du territoire communal) à celle de Saint-Léger-sous-Beuvray, puis se dirige vers l'est en direction de la ville d'Autun, ces deux communes étant situées en Saône-et-Loire.
2. La route départementale 18 (RD 18) sert de jonction entre la RD 3 à l'entrée du territoire communal et permet de relier la commune de Glux-en-Glenne avec, entre autres, celles d'Onlay et de Moulins-Engilbert, situées dans la Nièvre.
3. La route départementale 300 (RD 300) traverse le bourg central (chef-lieu) de Glux-en-Glenne sert de jonction en direction du sud entre la RD 18 près du hameau de l'Échenault avec la RD 197.
4. La route départementale 197 (RD 197), située en bordure septentrionale du territoire communal, permet de relier Château-Chinon (campagne) et Château-Chinon (ville), sous préfecture de la Nièvre et siège de la communauté de communes, en passant par le territoire de la commune de Fachin.
5. La route départementale 500 (RD 500) relie, en direction du nord, le bourg central (chef-lieu) de Glux-en-Glenne à la commune voisine d'Arleuf en passant par le massif du Haut-Folin et sa station de ski, culminant à 901 mètres d'altitude. Il s'agit donc de la route la plus élevée du massif du Morvan.
6. La route départementale 260 (RD 260), située à l'est du territoire communal, permet de relier le bourg central (chef-lieu) de Glux-en-Glenne à la commune voisine de Saint-Prix, située en Saône-et-Loire.
7. La route départementale 274 (RD 274), partant en direction du sud, rejoint le sommet du mont Beuvray, permettant ainsi d'accéder aux ruines de la cité antique de Bibracte. Son tracé, détaché de la RD 3, épouse les limites orientales du territoire communal avant de rejoindre la même route, formant ainsi une boucle de quelques kilomètres.

### Transport

#### Transports publics
En 2019, le territoire de la commune de Glux-en-Glenne n'est desservi par aucune ligne de transport en commun, mais certaines lignes de cars ou de voies ferrées sont situées à proximité de ce territoire. La ligne Buscéphale qui relie Château-Chinon à Autun passe par la commune d'Arleuf, située à quinze kilomètres au nord de la commune.
La gare ferroviaire la plus proche de la commune est la gare d'Autun, située sur la ligne d'Étang à Santenay (via Autun), mais celle-ci n'est plus desservie par train depuis le 20 novembre 2016. La gare ferroviaire la plus importante du secteur est la Creusot-TGV et celle-ci est située à environ quarante kilomètres de la commune.

## Urbanisme

### Typologie
Au 1er janvier 2024, Glux-en-Glenne est catégorisée commune rurale à habitat très dispersé, selon la nouvelle grille communale de densité à sept niveaux définie par l'Insee en 2022.
Elle est située hors unité urbaine et hors attraction des villes,.

### Occupation des sols
L'occupation des sols de la commune, telle qu'elle ressort de la base de données européenne d’occupation biophysique des sols Corine Land Cover (CLC), est marquée par l'importance des forêts et milieux semi-naturels (79,5 % en 2018), une proportion sensiblement équivalente à celle de 1990 (79,7 %). La répartition détaillée en 2018 est la suivante : forêts (79,5 %), prairies (15,1 %), zones agricoles hétérogènes (5,4 %). L'évolution de l’occupation des sols de la commune et de ses infrastructures peut être observée sur les différentes représentations cartographiques du territoire : la carte de Cassini (XVIIIe siècle), la carte d'état-major (1820-1866) et les cartes ou photos aériennes de l'IGN pour la période actuelle (1950 à aujourd'hui).

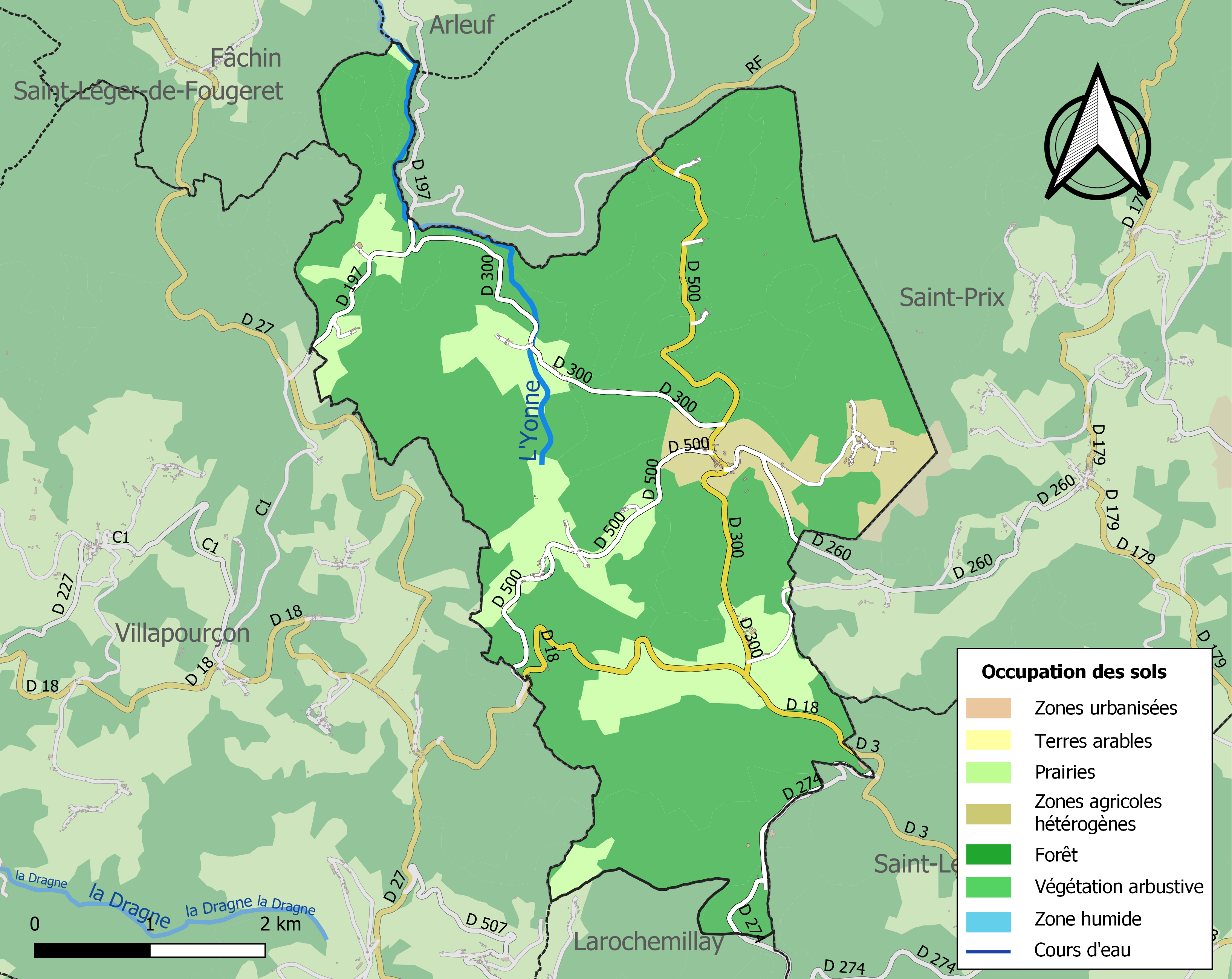
Carte des infrastructures et de l'occupation des sols de la commune en 2018 (CLC).

### Morphologie urbaine

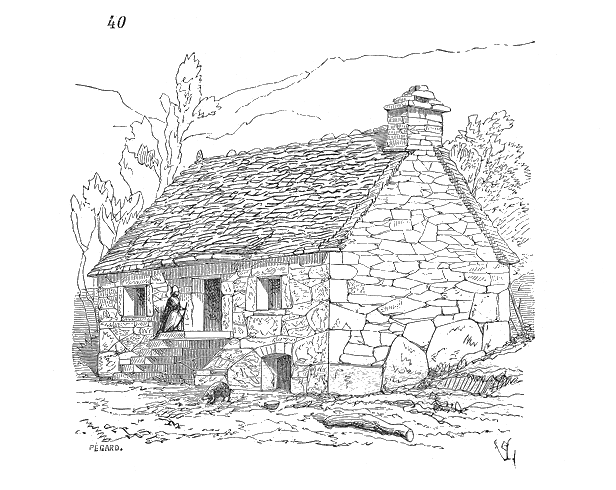
Maison typique morvandelle de l'époque médiévale.
Dessin d'Eugène Viollet-le-Duc (1856).

Au premier trimestre 2019, la commune n'a pas encore fait paraître de plan local d'urbanisme.
De nombreuses maisons typiquement morvandelles sont présentes sur le territoire de la commune. Ces constructions correspondent à une architecture de type autarcique, c'est-à-dire qui utilise des matériaux locaux, issus de la culture ou d'extraction locale, tel que le bois, le chaume (remplacé ensuite par l'ardoise à compter de la fin du XIXe siècle, la chaux, l'arène granitique ou gorre et le granit. L'observatoire du conseil d'architecture, d'urbanisme et de l'environnement (CAUE) présente sur son site l'exemple d'une maison morvandelle réhabilitée, située sur le territoire de la commune Glux-en-Glenne.

### Logements
En 2006, il y avait 128 logements répertoriés sur le territoire communal, quatorze logements étant vacants, 51 d'entre eux, des résidences principales et les 63 logements restants, des résidences principales. Ce sont pour la totalité des maisons de type individuel (villas, fermes, maisons rurales). En 2006, 92,2 % des résidents sont propriétaires contre 78,2 %, en 1999.

### Lieux-dits, hameaux et écarts
Voici, ci-dessous, la liste la plus complète possible des divers hameaux, quartiers et lieux-dits résidentiels urbains comme ruraux, ainsi que les écarts qui composent le territoire de la commune de Glux-en-Glenne, présentés selon les références toponymiques fournies par le site géoportail de l'Institut géographique national.
| - Pré du Massé (Bas-Folin) - les Courreaux - Pré de la Grande Fontaine - Guichets - les Merles - les Tourneurs - la Comme au Diable - les Calots - la Frasse - les Mittets - la Barraque - les Francorts - Étang des Moines - le Fond - les Francillons | - Anvers(e) - Fontian - les Vaillants - les Maurins - Mont Préneley (source de l'Yonne) - les Vernes - les Boulats - les Lamberts - le Port - Port des Lamberts - Santasse - Haut de la Croix - les Fous de la Crèche - Chazet - La Grande Vente | - les Grands Cheintres - les Cléments - Villechaise - le Crot de l'Enfer - l'Échenault - la Mouille Noiron - les Fouets Dame - la Goutte au Prou - Oppidum de Bibracte (partagé avec la commune de Saint-Léger-sous-Beuvray) - la Chaume - Vers les Beaux - col de la Croix du Rebout (entrée du Musée) |

### Risques naturels
La totalité du territoire de la commune de Glux-en-Glenne est située en zone de sismicité no 1, comme la plupart des communes de son secteur géographique.
| Type de zone | Niveau      | Définitions (bâtiment à risque normal) |
| ------------ | ----------- | -------------------------------------- |
| Zone 1       | Très faible | accélération = 0,4 m/s2                |

## Toponymie
Le nom du village se décompose en deux noms distincts séparés par la préposition « en »:
Glux
Glux, petit village de la châtellenie de Glenne, était nommé « Ly » en 1287, « Lyeu » en 1297, « Lyeux » en 1454, « Glue » en 1707. Le terme peut provenir du latin Locus qui signifie lieu, endroit, voire du latin Lucus, signifiant clairière ou bois sacré.
Le nom peut également provenir de la langue bourguignonne, dans laquelle le terme de glu signifie le seigle pour désigner le chaume, couverture en paille de seigle, qui recouvrait, autrefois, les fermes de la région.
Glenne
Ce terme évoque l'arête rocheuse qui se situe à l'ouest de la commune de La Grande-Verrière, elle-même située à l'est du territoire de Glux et où se positionnait le « castrum de Glana ». Cette appellation peut provenir du latin glans, fruit du chêne, nombreux en cette région. Une origine gauloise liée au mot celtique glen a été évoquée par le découvreur de la cité gauloise de Bibracte, Jacques-Gabriel Bulliot.
Selon le Dictionnaire géographique et administratif de la France et de ses colonies, paru en 1890, le nom de « Glenne » (ou glaine) a été employé dans le Morvan pour désigner « les parties les moins favorisées du sol, par opposition avec les bonnes terres concentrées sur les croupes ou à la base des montagnes qui portaient le nom d'ouches. ».

## Histoire

### Préhistoire
La présence d'un grand nombre de silex taillés et d'objets datant de l’âge de la pierre polie sur l’ensemble du site du mont Beuvray indique que plusieurs occupations humaines datant du néolithique ont pu être identifiées.
Selon l'abbé Joly, premier directeur des antiquités préhistoriques de la circonscription de Dijon nommé en 1958, Il n'y a pas de « mégalithes » proprement dit dans cette partie du Morvan, c'est-à-dire de monument lié au mégalithisme, présents sur le territoire de Glux-en-Glenne et ses environs, cependant, certains rochers ou de très gros blocs pierreux ont pu être identifiés comme tels par le passé ; leur identification n'étant due, en fait, qu'à un usage historique, souvent de nature folklorique, et lié à des superstitions entraînant certaines confusions.

### Antiquité

La confération éduenne.

La cité de Bibracte est fondée à la fin du IIe siècle av. J.-C., au sommet du mont Beuvray, par les Éduens, peuple gaulois établi dans les actuels départements français de la Nièvre et de Saône-et-Loire ainsi qu'au sud de celui de la Côte-d'Or. Bibracte est leur capitale de fait et se positionnait au centre d'une vaste fédération de peuples.
Un sanctuaire situé aux environs des sources de l’Yonne (Mont Préneley) a été découvert lors de fouilles organisées entre 1978 et 1983. Il s'agit d'un site où les Gaulois adoraient la divinité de la source, personnifiée sous le nom de la déesse Icauna.
Les Romains firent, dès le IIe siècle av. J.-C., alliance avec eux, et le Sénat romain les proclama frères de la république. Rome profita de la rivalité qui divisait les Éduens et les Arvernes pour intervenir dans les affaires de la Gaule. Malgré le ralliement tardif de ce peuple à Vercingétorix, chef gaulois qui mena la lutte contre l'armée romaine, l'ensemble de la Gaule fut conquise par Jules César en 52 av. J.-C.
Le géographe Strabon, qui écrit après la mort de Jules César, signale encore Bibracte comme place forte des Éduens. Cependant, la fondation d'Augustodunum (Autun) situé à 25 km de là, sous le règne d'Auguste en 15 avant J.-C. entraînera un abandon progressif de la place par ses habitants.

### Moyen Âge
Durant la période médiévale, les moines d'Autun édifient près du village de Glux une grange monastique, dépendance d’une abbaye locale et qui sera occupée du XVe siècle au XVIIe siècle par un couvent de moines franciscains.
Du XIIIe siècle au XIXe siècle, une grande foire annuelle perpétuait la tradition commerciale et économique de l'ancienne cité gauloise du Mont Beuvray.
Le territoire de l'actuelle commune dépendait en grande partie des seigneurs de Glenne, dont le château était situé vers l'est, sur l'actuelle territoire de la commune de La Grande-Verrière et dont on peut encore découvrir quelques ruines. Néanmoins, une petite partie du territoire situé au sud des sources d'Yonne dépendait des seigneurs de Larochemillay.
La châtellenie de Glenne

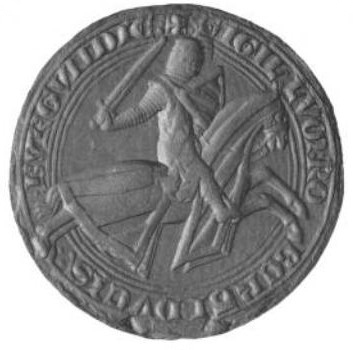
Sceau de Robert II de Bourgogne.

Les seigneurs de Glenne font leur apparition au cours du XIe siècle, le plus ancien d'entre eux est un certain Ponce de Glenne, avoué de l'abbaye de Saint-Symphorien d'Autun qui participera à la première croisade ordonnée par le pape Urbain II. Ce premier seigneur de Glenne décédera en 1098. Son fils Théobald, puis son petit-fils Gauthier lui succéderont jusqu'en 1150 et s'intitulaient alors sous l'appellation d'« archidiacre-cardinal d'Autun ». Renaud de Glenne, descendant de Gauthier participa à son tour aux croisades, à la suite de l'appel du moine bourguignon Bernard de Clairvaux. À la suite du mariage de sa fille Alix en 1171 qui épousa Jean Ier de Chatillon-en-Bazois, le fief de Glenne passa sous le contrôle de la Maison de Chatillon. À la suite de différents mariages, partages, rachats et échanges de terres, la seigneurie de Glenne passa à la famille de Saint-Vérain en 1289 qui partagea le fief avec l'évêque d'Autun.
Au début du XIVe siècle, le domaine passe dans les mains du duc de Bourgogne Robert II, puis de son fils Eudes IV de Bourgogne qui offrit des compensations à l'évêque d'Autun pour récupérer l'ensemble des terres de Glenne, ce qui fut fait « le lundi, après la fête de Saint-Nicolas de l'été 1321 » au lieu-dit la Grange de Jailly à Touillon. Après quelques contestations liées à des règles de bornage, le fief de Glenne fut définitivement acquis par les ducs de Bourgogne qui, dès lors, nommèrent des châtelains pour gérer le domaine. Une partie du territoire de l'actuelle commune de Glux, située au-delà du village de l'Échenault, dans sa partie méridionale, dépendait du comté de Larochemillay, cependant, en 1307, les seigneurs locaux reconnurent la suzeraineté des ducs de Bourgogne.
À la mort du duc Charles le Téméraire en 1477, le duché de Bourgogne est définitivement réuni à la Couronne de France et le domaine de Glenne devient une châtellenie royale.

### Temps Modernes
Les derniers seigneurs de Glenne

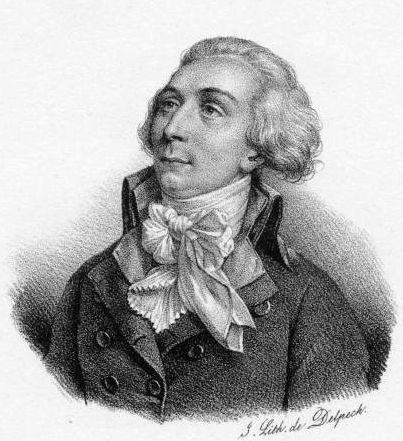
Le marquis Louis-Michel Lepeletier de Saint-Fargeau.

Vendue et rachetée plusieurs fois par le roi de France, la châtellenie de Glenne est de nouveau mise en vente. Elle sera adjugée à Madeleine Boivin de Bonnetot, dont la fille dénommée Marie-Catherine d'Aligre épousera le seigneur de Saint-Fargeau, lesquels auront comme fils, le révolutionnaire Louis-Michel Lepeletier de Saint-Fargeau, futur président du Parlement de Paris et député de la noblesse aux États généraux de 1789.
En 1790, à la suite de l'action de ce même Lepeletier de Saint-Fargeau et de ses condisciples de l'Assemblée constituante, le domaine de Glenne devient bien national.
L'éditrice Héloïse d'Ormesson, fille de l'écrivain Jean d'Ormesson décédé en 2017, est une des dernières descendantes connues des châtelains de Glenne.
Une mine de plomb « argentifère » fut exploitée à plusieurs reprises depuis le XVIIIe siècle dans le secteur de l'Huis-Chaise (aujourd'hui le hameau de Villechaise). Une personne dénommée Lesage entreprit de l'exploiter en 1785 depuis le territoire de Saint Prix, mais le coût prohibitif lui fit arrêter l'exploitation. D'autres tentatives d'exploitation de cette mine furent effectuées les siècles suivants, mais sans grand succès, là non plus.

### Époque contemporaine
Morvan, terre nourricière
À compter du début du XIXe siècle, la région du Morvan, notamment sa partie nivernaise, fut un lieu privilégié pour favoriser le placement d'enfants de l'Assistance publique de l'ancien département de la Seine. Des « nourrices sur place », issues de familles d'artisans ou de paysans appauvris par la révolution industrielle, accueillent des nourrissons dénommés « petits paris » de l'Assistance afin de les allaiter chez elles. Le 16 septembre 2011, « les entretiens de « Bibracte-Morvan » organisés au centre de recherche européen de Glux-en-Glenne évoquent ce thème et cette histoire qui a marqué fortement la mémoire locale.
Seconde Guerre mondiale

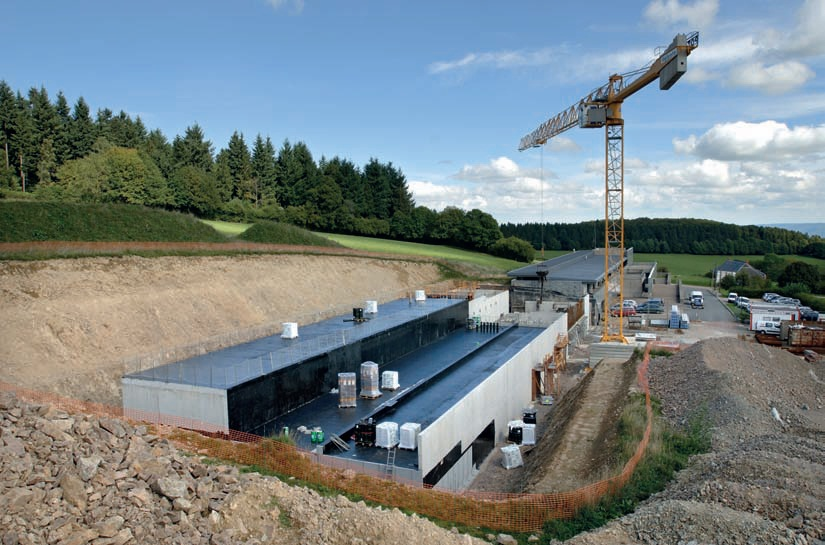
Les travaux d'agrandissement du centre de recherche de Glux-en-Glenne en 2011.

Après la signature de la convention d'armistice du 22 juin 1940, Glux et le Morvan se retrouvent en zone occupée, mais du fait de son isolement et de la présence d'importantes zones forestières, la région vit naître d'importants réseaux de résistance. Le plus proche de Glux, dénommé le « maquis Louis », était situé dans la commune voisine de Larochemillay, au camp des Fraichots. Celui-ci était constitué de nombreux jeunes locaux, dont de nombreux Gluxois, parmi lesquels le menuisier Émile Blanchot qui, à la suite d'une dénonciation, sera fusillé par l'armée allemande le 26 août 1944 à Mellecey,.
La découverte de Bibracte
Le négociant en vin français Jacques-Gabriel Bulliot, passionné d'histoire et membre de la Société éduenne des lettres, sciences et arts découvre en 1851 des restes d'un camp romain au sommet du mont Beuvray à proximité d'une petite chapelle médiévale. En 1867, malgré de nombreuses controverses, Napoléon III missionne Bulliot pour finaliser ses recherches de Bibracte sur le mont Beuvray.
En 1984, le site de la ville antique est classé « Monument historique », puis proclamé « grand site national » en 1985 et, enfin, inscrit sur la liste des « Grands Travaux », initiés par le président de la République François Mitterrand en 1989. Le secteur de l'ancienne cité de Bibracte fait depuis l’objet de fouilles archéologiques permanentes.
En 1994, le premier bâtiment du Centre européen de recherche archéologique est construit sur le territoire de la commune. Au printemps 1995, le président François Mitterrand inaugure ce centre archéologique en même temps que le musée de Bibracte, situé non loin de Glux. Le centre de recherche bénéficiera en 2012 d'un agrandissement de sa surface avec la construction d'un bâtiment annexe afin de créer de nouveaux espaces de conservation.

## Politique et administration

### Administration municipale
Le conseil municipal de Glux-en-Glenne est composé de neuf membres, dont un maire, un adjoint au maire et sept conseillers municipaux.
Celui-ci gère également de nombreuses commissions dont notamment la voirie, l'eau, la valorisation touristique, les finances, le CCAS, sa délégation au SIEEEN, le syndicat intercommunal d'énergies d'équipement et d'environnement de la Nièvre, ainsi qu'au au GIPe Bourgogne-Franche-Comté, organisme public régional et opérateur de services numériques pour les collectivités locales de la région.
La commune compte également un siège à l'assemblée intercommunale de la communauté de communes Morvan Sommets et Grands Lacs, dont le siège est situé à Château-Chinon.

### Tendances politiques et résultats

#### Élections municipales
Les neuf candidats à l'élection municipale de 2014 ont tous été élus dès le premier tour de scrutin. Madame Annick Alévèque est le candidat qui obtiendra le plus de suffrages avec 93,15 % des voix. Le conseil municipal reconduira René Blanchot comme maire de la commune.

#### Élections présidentielles
Les élections présidentielles de 2017 indiquent le fort ancrage à gauche des électeurs de la commune, malgré un taux d'abstention relativement important.
| Candidat           | 1er tour       | 1er tour | 2e tour        | 2e tour  |
| Candidat           | Glux-en-Glenne | National | Glux-en-Glenne | National |
| ------------------ | -------------- | -------- | -------------- | -------- |
| Emmanuel Macron    | 16,67 %        | 24,01 %  | 71,74 %        | 66,10 %  |
| François Fillon    | 16,67 %        | 20,01 %  |                |          |
| Jean-Luc Mélenchon | 36,67 %        | 19,58 %  |                |          |
| Marine Le Pen      | 3,33 %         | 21,25 %  | 28,26 %        | 33,90 %  |
| Benoît Hamon       | 23,33 %        | 6,36 %   |                |          |
| Votants            | 65,22 %        | 77,77 %  | 69,57 %        | 74,56 %  |

### Liste des maires
| Période                                  | Période      | Identité                  | Étiquette | Qualité                                                                                              |
| ---------------------------------------- | ------------ | ------------------------- | --------- | --- |
| Les données manquantes sont à compléter. |              |                           |           | |
| 1858                                     | 1861         | Auguste Ernest d'Aboville | Droite    | |
|                                          |              |                           |           | |
| 4 décembre 1954                          | 17 mars 2001 | Hubert Martin             |           | Chevalier de l'Ordre de la Légion d'Honneur en 1994, Chevalier de l'Ordre National du Mérite en 1986 |
| mars 2001                                | mars 2008    | Thérèse Vobmann           |           | Receveuse de La Poste                                                                                |
| mars 2008                                | août 2024    | René Blanchot             | PS        | Retraité SNCF                                                                                        |
| octobre 2024                             | En cours     | Nacéra Ounnas-Verspieren  |           | Médecin                                                                                              |

### Jumelages
Glux-en-Glenne est jumelée avec une petite ville italienne de la province de Bologne qui possède également un site archéologique.
- Monterenzio (Italie).

## Population et société

### Démographie
L'évolution du nombre d'habitants est connue à travers les recensements de la population effectués dans la commune depuis 1793. Pour les communes de moins de 10 000 habitants, une enquête de recensement portant sur toute la population est réalisée tous les cinq ans, les populations de référence des années intermédiaires étant quant à elles estimées par interpolation ou extrapolation. Pour la commune, le premier recensement exhaustif entrant dans le cadre du nouveau dispositif a été réalisé en 2006.

En 2022, la commune comptait 87 habitants, en évolution de −7,45 % par rapport à 2016 (Nièvre : −3,28 %, France hors Mayotte : +2,11 %).
| 1793 | 1800 | 1806 | 1821 | 1831 | 1836 | 1841 | 1846 | 1851 |
| ---- | ---- | ---- | ---- | ---- | ---- | ---- | ---- | ---- |
| 649  | 632  | 662  | 712  | 731  | 734  | 808  | 809  | 823  |

| 1856 | 1861 | 1866 | 1872 | 1876 | 1881 | 1886 | 1891 | 1896 |
| ---- | ---- | ---- | ---- | ---- | ---- | ---- | ---- | ---- |
| 772  | 785  | 800  | 834  | 825  | 789  | 824  | 802  | 838  |

| 1901 | 1906 | 1911 | 1921 | 1926 | 1931 | 1936 | 1946 | 1954 |
| ---- | ---- | ---- | ---- | ---- | ---- | ---- | ---- | ---- |
| 818  | 786  | 689  | 587  | 575  | 544  | 530  | 447  | 358  |

| 1962 | 1968 | 1975 | 1982 | 1990 | 1999 | 2006 | 2011 | 2016 |
| ---- | ---- | ---- | ---- | ---- | ---- | ---- | ---- | ---- |
| 306  | 242  | 175  | 143  | 114  | 105  | 103  | 104  | 94   |

| 2021 | 2022 | - | - | - | - | - | - | - |
| ---- | ---- | - | - | - | - | - | - | - |
| 88   | 87   | - | - | - | - | - | - | - |

### Enseignement
Rattachée à l'académie de Dijon, le village de Glux-en-Glenne, en raison de sa faible population, ne dispose d'aucun établissement scolaire. Les établissements d'enseignement primaire les plus proches sont situés à Saint-Léger-sous-Beuvray pour l'école maternelle et à Villapourçon pour l'école primaire. La commune est située dans l'académie de Dijon.

### Équipement et événements sportifs
La commune ne possède pas d'équipement sportif notable. Elle se situe cependant dans une région naturelle qui peut accueillir de façon ponctuelle, quelques événements sportifs.

#### Ski de fond
Situé dans la forêt domaniale de Saint-Prix, à moins de cinq kilomètres du centre du village de Glux qui est l'agglomération la plus proche le secteur du Haut-Folin avec ses 900 mètres d'altitude bénéficie depuis 1980 de l'aménagement de cinq pistes de ski de fond, pour un total de quarante kilomètres d'exploitation. Le site, relié au bourg par la RD 500, est géré par une association locale, dénommée SKIMO.
Présentée comme l'unique station de ski de l'ancienne région de Bourgogne, la station est ouverte en décembre 2017.
En février 2018, l'enneigement est suffisant et celle-ci est tombée en abondance sur le territoire de Glux et de ses environs. Un chalet, situé au départ des pistes, proposant des collations aux skieurs, est ouvert par l'association lors de la saison.

#### Rallye automobile
Les épreuves du « rallye d'Autun - Sud Morvan » (connu autrefois sous le nom de « rallye de la Châtaigne ») des années 2012 et 2015, organisé par l’ASA Morvan durant la période estivale, ont emprunté les voies communales du village de Glux-en Glenne,

#### Épreuves cyclistes
Le Tour de France

Profil de l'étape.

Les cyclistes du Tour de France durant l'édition de 2007 ont traversé le territoire de Glux-en-Glenne au cours de la cinquième étape.
Les coureurs ont emprunté la route départementale 300 depuis Arleuf, puis ils ont franchi le sommet du Haut-Folin, classé en col de 2e catégorie, et se sont ensuite dirigés vers Saint-Léger-sous-Beuvray en empruntant la route départementale 3, afin de se rendre ensuite à Autun, ville arrivée de l'étape.
| Étape    | Date            | Villes étapes   | Type             | Distance (km) | Vainqueur d’étape |
| -------- | --------------- | --------------- | ---------------- | ------------- | ----------------- |
| 5e étape | Jeu. 12 juillet | Chablis – Autun | Étape accidentée | 184           | Filippo Pozzato   |

Le Tour du Nivernais-Morvan
Les cyclistes du Tour Nivernais Morvan, durant l'édition 2012 de l'épreuve, sont partis du bourg central de Glux-en-Glenne, au cours de la 2e étape qui reliait Glux à Château-Chinon, passant par le mont Beuvray en empruntant la route départementale 274.

### Santé
Le centre hospitalier et la maison médicale les plus proches de la commune sont situés à Château-Chinon, la pharmacie la plus proche est située à Saint-Léger-sous-Beuvray.

### Cultes
La communauté catholique de Glux-en-Glenne et son église (propriété de la commune) font partie de la paroisse Saint-François-de-Sales qui est une des paroisses du diocèse de Nevers.

### Médias

#### Presse écrite
Le Journal du Centre, journal quotidien régional français distribué dans tout le territoire du département de la Nièvre, traite essentiellement d'informations locales.

#### Station de radio locale
Radio Morvan (anciennement Radio Morvan Force 5), qui émet 24 heures sur 24 en stéréophonie des programmes musicaux, traite également de l'information locale. Sa fréquence est 95,8 MHz en FM.

#### Téléphonie mobile
Bien que situé dans une zone montagneuse, le village de Glux-en-Glenne ne possède pas de grandes zones blanches où la couverture téléphonique n'est pas assurée, hormis quelques zones boisées et désertes. Cette particularité est due à la proximité de l'émetteur du Haut-Folin, situé au lieu-dit du Bois du Roi et donc installé non loin de la limite septentrionale du territoire communal qu'il domine,.
En conséquence, La couverture réseau de la plus grande partie des zones habitées de la commune est excellente, et présente un déploiement bien avancé de la 4G.
| Opérateur        | 2G  | 3G  | 4G  | FH  |
| ---------------- | --- | --- | --- | --- |
| Orange           | Oui | Oui | Oui | Oui |
| Bouygues Telecom | Oui | Oui | Oui | Oui |
| Free             | Oui | Oui | Oui | Oui |

### Vie associative
La commune gère un comité des fêtes (lié en grande partie à l'organisation de la fête annuelle des myrtilles), mais elle subventionne également l'association du patrimoine du pays de Glux-en-Glenne, celle-ci ayant pour vocation « la recherche, la sauvegarde et la mise en valeur du patrimoine matériel et immatériel de la commune ».

### Manifestations culturelles
| Période | Événements |
| ------- | --- |
| Août    | La Fête des myrtilles (49e édition en 2018, du 4 au 5 août). Ces deux journées se présentent comme « événement très attendu dans la région » et permettent au public d'assister à de nombreux spectacles (bal traditionnel, danse folklorique, retraite au flambeau et feu d'artifice), des expositions (liées aux traditions locales) mais aussi de déguster des tartes aux myrtilles, préparées par des bénévoles. Cette manifestation fête son cinquantième anniversaire en 2019. |

## Économie

### Emploi
Selon l'INSEE :
- le taux d'activité des résidents de Glux-en-Glenne âgés de 15 à 64 ans en 2014 est de 80,9 % ;
- le taux de chômage des résidents de Glux-en-Glenne âgés de 15 à 64 ans en 2014 est de 7,9 % ;

En ce qui concerne les 22 établissements actifs recensés au 31 décembre 2015, dans la commune, la part (en emploi) de l'agriculture est de 18,2 %, la part de l'industrie est de 4,5 % , celle de la construction est de 9,1 %, celle de l'administration publique est de 9,1 % et la part du commerce, des transports et des services divers est de 59,1 %.

### Fiscalité
Le taux de foyers fiscaux imposables à Glux-en-Glenne s'élevait à 24,50 % en 2015, soit douze foyers imposables sur un total de quarante-neuf, le montant de l'impôt sur le revenu net moyen par foyer fiscal s'élevant à 2 053 €.

### Secteur agricole

#### Le CFPPA du Morvan
Un « centre de formation professionnelle et de promotion agricoles » (CFPPA du Morvan), créé en 1995 est situé à Château-Chinon, ville siège de la communauté de communes à laquelle appartient le village de Glux-en-Glenne. Celui-ci est ouvert aux professionnels de l'agriculture et participe au développement local en proposant un service aux personnes (avec un accompagnement des demandeurs d'emploi), une agriculture biologique, des animations sportives et socio-culturelles.
En collaboration avec le CFPPA, le Centre de recherche archéologique européen situé à Glux-en-Glenne, a accueilli, durant une journée en décembre 2013, des porteurs de projets agricoles souhaitant créer leurs activités sur la commune et sa région.

### Secteur touristique
La commune héberge sur son territoire deux grands gîtes : le Gîte du Mont-Beuvray situé dans l'ancienne école : 20 couchages en chambres individuelles avec salle de bain et dortoirs et le Gîte des Fous de la Crèche qui offre 15 couchages en chambre individuelles avec salle de bain et un dortoir de 30 places et possède une salle de réception pouvant accueillir 250 personnes. Il y a également trois chambres d'hôtes et un petit camping de sept places, près des sources de l'Yonne, dans le petit hameau d'Anverse.
La petite auberge du bourg est le seul établissement commercial de la commune. Propriété de la municipalité, ce bar-restaurant a fait l'objet de vastes travaux de réhabilitation et a ouvert de nouveau ses portes en 2016.
Le service d'accueil de l'office du tourisme local le plus proche de la commune est situé à Château-Chinon.

## Culture locale et patrimoine

### Patrimoine architectural

#### Le site de Bibracte

Plan du site de Bribacte : le territoire de la commune de Glux s'étend à gauche de la voie principale indiquée en pointillé.

Le site antique de Bibracte est partagé entre les territoires des communes de Saint-Léger-sous-Beuvray (Saône-et-Loire) et de Larochemillay (Nièvre), mais aussi, pour une bonne partie, sur le territoire de Glux-en-Glenne, sur un replat du sommet du mont Beuvray. Le lieu fait l’objet d’un classement au titre des monuments historiques depuis le 25 septembre 1984. Le 12 décembre 2007, le site de Bibracte reçoit le label « Grand site de France ».

#### L'église Saint-Denis
Cet édifice religieux a été reconstruit XXe siècle sur l'emplacement d'une église romane. Le chœur formé d'une abside romane est précédé d'une arcade retombant sur des pieds-droits à impostes et semble dater du XIIe siècle. Le clocher surmonté d'une flèche en bardeau, date de la même époque. La nef fut agrandie en 1843 et l'édifice ne présente pas de caractère nous dit l'abbé Baudiau. De nombreux matériaux de l'ancienne église furent réutilisés. L'église fut fermée en 2001, car elle menaçait de s'écrouler en s'enfonçant inexorablement dans le sol. Ceci à cause du poids de la toiture faisant s'écarter les murs de la nef. Elle fut sauvée de la destruction par l'Association pour la restauration de l'église, l'aide financière de la Fondation du Patrimoine et la municipalité qui reçut la récompense des Rubans du Patrimoine. Sa réouverture eut lieu le 31 mai 2009 avec la célébration de la messe par monseigneur Francis Deniau, évêque de Nevers. Cette rénovation a permis de réinstaller les trois statues en bois polychrome de saint Denis XVIe siècle, la Vierge à l'Enfant XVIIe siècle et saint Étienne du XIXe siècle.
Un oratoire gallo-romain, situé à proximité de l'église fut fouillé par Jacques-Gabriel Bulliot.

#### Le château d'Aboville

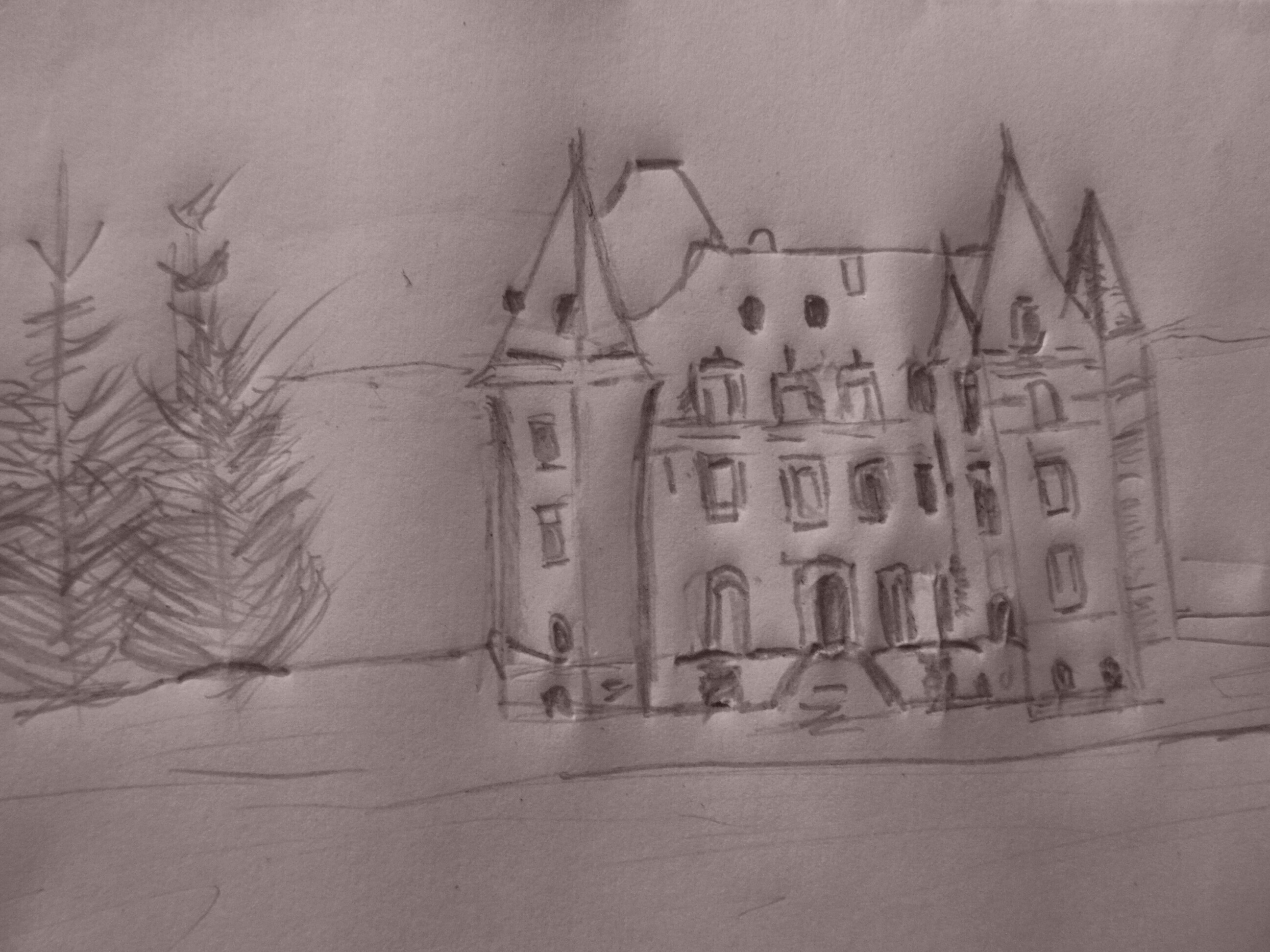
Château d'Aboville.

Situé dans le bourg central de Glux, ce château fut construit en 1888 par Christian d'Aboville, fils du député Auguste-Ernest d'Aboville. L'édifice de granit rose a été conçu dans un style Louis XIII, et fut en partie détruit par un incendie en 1983. Ses murs étant cependant restés debout, une rénovation permit de conserver ses deux pavillons et sa tour ronde. Non inventorié, non classé, il reste une propriété privée et ne se visite pas, sa photographie étant soumise à autorisation.

#### La fontaine de «la Picherotte»
Située au cœur du bourg de Glux, ce « point d'eau communautaire » que caractérise cette fontaine est bâti en pierre taillée, avec un petit édicule en forme de pyramide surmontée d'une croix d'où jaillit l'eau grâce à l'apport d'un tuyau de métal,.

#### La ferme morvandelle
Le « Glui »
Le « glui », c'est le chaume, la paille de seigle que l'on utilisait pour fabriquer, autrefois, les toits des fermes morvandelles et auquel la commune rurale de glux doit probablement son nom.
Le seigle, utilisé pour le toit des chaumières, n'était pas battu au fléau, mais de façon spécifique sur un instrument dénommé localement « vache » ou « âne », ce qui permettait que les rongeurs ne viennent pas ensuite grignoter la toiture. Le toit de glui était ensuite peigné et des branches de noisetiers entrelacées constituait l'assemblage de la charpente. Ce toit en chaume constituait un excellent isolant et pouvait résister une trentaine d'années, mais il fut remplacé progressivement par des toitures en tuiles.

#### La Pierre de la Wivre
Il s'agit d'un grand rocher d'environ dix à douze mètres de longueur sur trois ou quatre mètres de hauteur et de largeur, comprenant une partie creusée en son dessus servant de cuvette, pouvant contenir 25 à 30 litres d'eau. Cette pierre porte ce nom en référence à la vouivre (Wivre signifiant « serpent »), créature fantastique de la mythologie européenne, souvent considérée comme gardienne d'un trésor enfoui.

### Patrimoine culturel

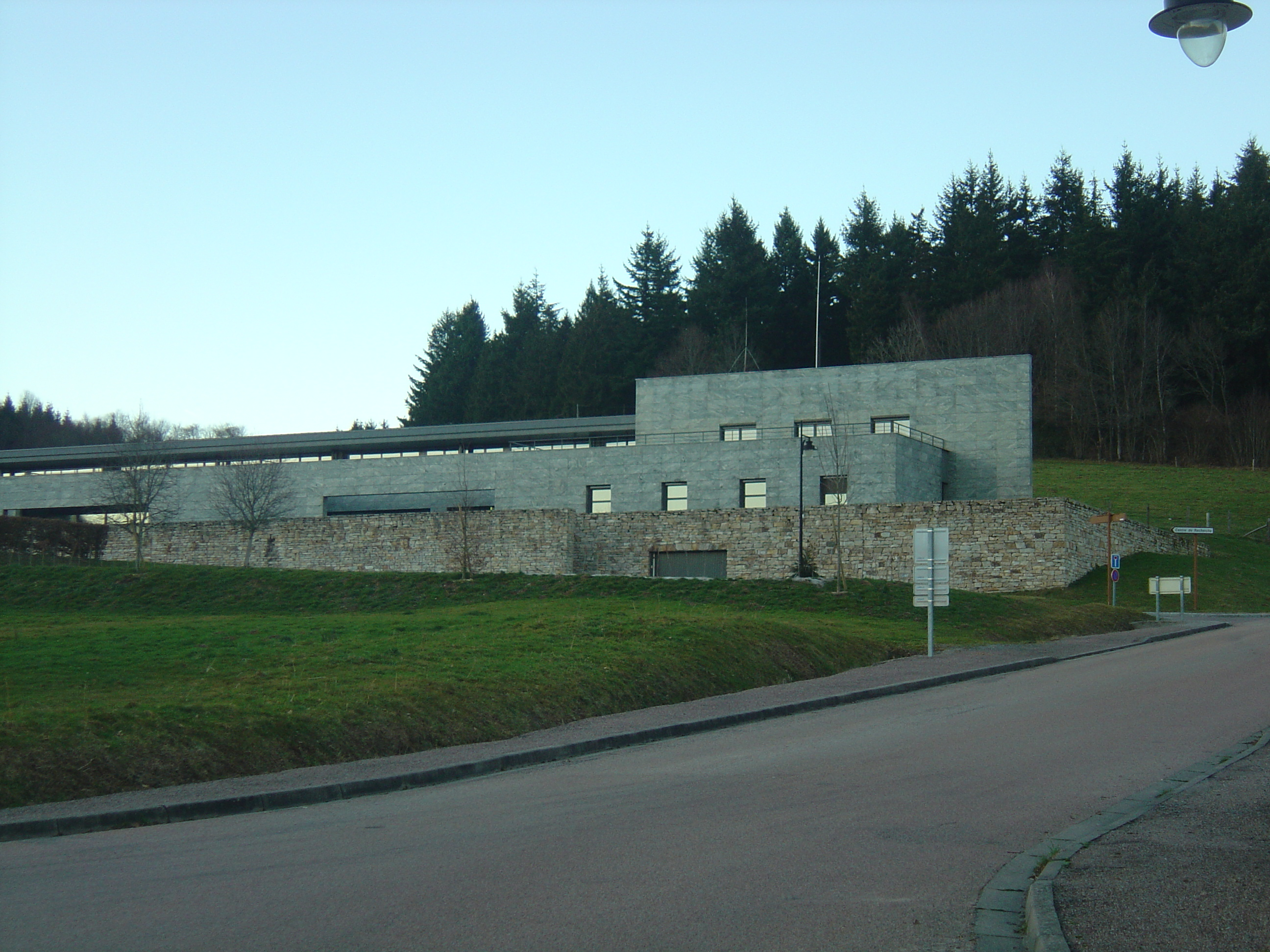
Bâtiment du centre de recherche archéologique européen.

#### Le Centre de recherche archéologique européen
Le bâtiment de ce centre archéologique de Bibracte, ouvert en décembre 1994, est implanté à proximité du bourg. Celui-ci accueille les chercheurs et les étudiants intéressés par le site de Bribacte, très proche, et dont la spécialité est l’étude de la civilisation celtique. Il s'agit en outre d'un lieu européen de référence pour la formation pratique des archéologues qui offre une plate-forme logistique comprenant des salles d'études et de conférences ainsi qu'une abondante documentation,.

### Patrimoine naturel

Entités paysagères du Morvan
La « Dorsale boisée »
Le « Morvan des 400 m »
Les « Piedmonts »
Les « Franges »
Limites du parc naturel régional du Morvan

Lors de la dernière révision de sa charte en 2007, le parc naturel régional du Morvan a procédé à un découpage du territoire morvandiau pour obtenir quatre grands ensembles, subdivisés en vingt-trois entités paysagères. Glux-en-Glenne est située dans :
- La « Dorsale boisée » (grand ensemble)
  - Le Haut Morvan Boisé (entité paysagère)

Cette entité paysagère est constituée essentiellement de vastes forêts, avec de petites clairières et de plans d'eau.

#### Le site du Mont Beuvray
Le Mont Beuvray, communément appelé le Beuvray dans la région, est situé au confluent des bassins de l'Yonne, de la Seine et de la Loire. Le Beuvray est constitué de trois sommets : le Theurot de la Wivre avec sa pierre, le Theurot de la Roche qui sont situés sur le territoire de Glux et le Porrey, situé à la fois sur le territoire de Glux et de Saint-Léger-sous-Beuvray et qui en est le point culminant à 821 mètres d'altitude ; il est édifié la chapelle Saint-Martin au XIXe siècle, sur l'emplacement d'une chapelle bien plus ancienne et d'un temple gallo-romain.

#### Le site des sources de l'Yonne
Depuis le hameau du Port des Lamberts, un sentier d'interprétation mène au lieu-dit des « sources de l'Yonne », près du mont Préneley. Ce site protégé par un chemin de planches dressé sur pilotis surplombant une tourbière est la propriété du conseil départemental de la Nièvre. Il a été officiellement choisi pour représenter la « source officielle », l'endroit étant indiqué au visiteur par une silhouette de sourcier découpée dans une plaque d'acier. Le site et son aménagement spécifique ont été inaugurés en mai 2010 par le vice-président de l'assemblée départementale chargé de l'environnement, le maire de la commune de Glux-en-Glenne, le président de la communauté de communes du Haut Morvan et le vice-président du parc naturel régional du Morvan. Les travaux ont été subventionnés par diverses collectivités ainsi que par l'État.

#### Les zones naturelles écologiques
La commune comprend trois zones naturelles d’intérêt écologique, faunistique et floristique (ZNIEFF) :
| - ZNIEFF 260005613 du Mont Beuvray (partiellement). - ZNIEFF 260009939 de la montagne morvandelle et son piedmont (partiellement). - ZNIEFF 260014868 du mont Préneley des sources de l'Yonne et du ruisseau de la belle perche. |

#### Les forêts

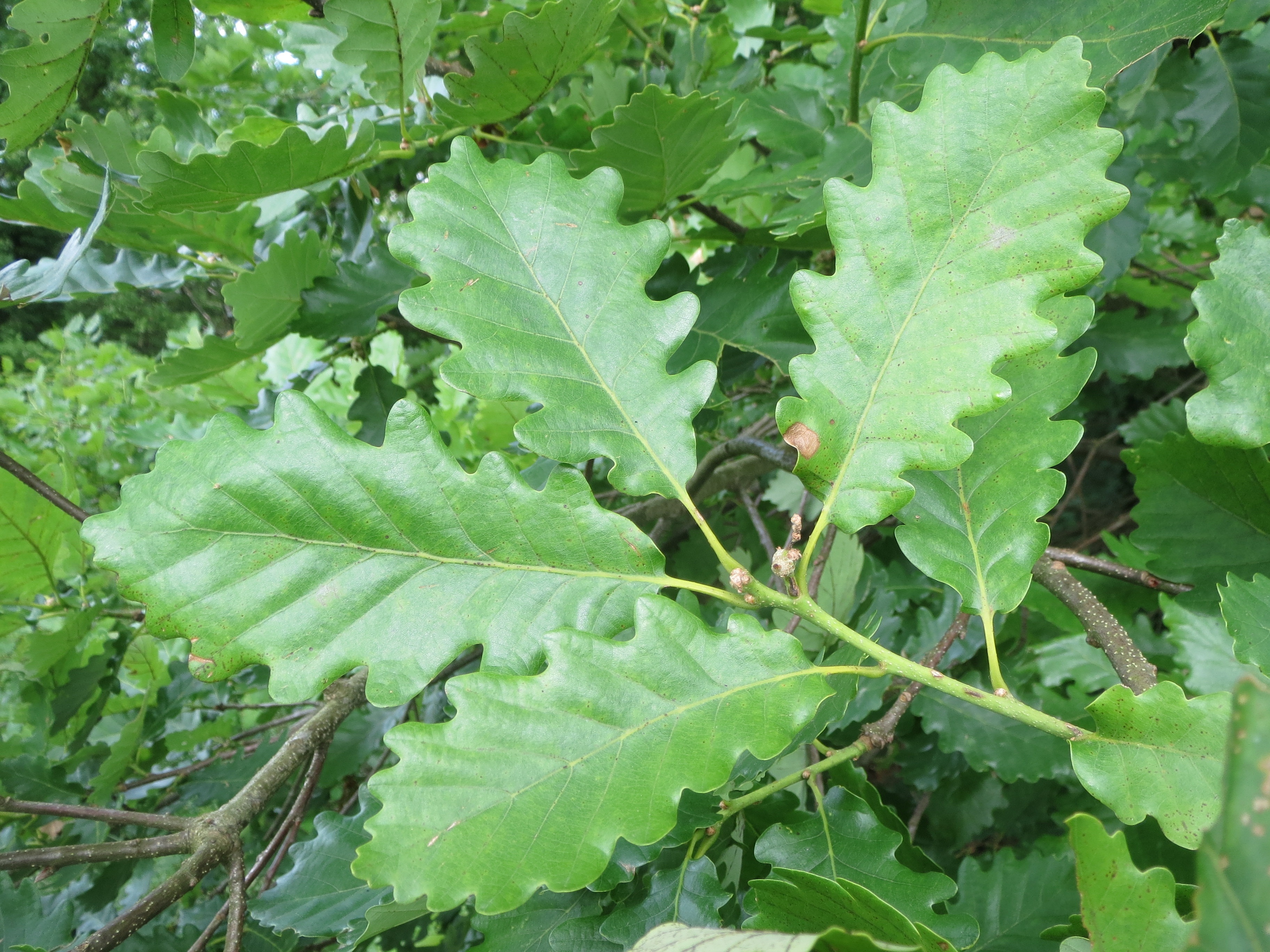
Le chêne est une des espèces d'arbres les plus communes des zones forestières entourant Glux-en-Glenne (photo de feuilles de Quercus petraea.

La forêt couvre actuellement environ 45 % du territoire du parc régional et plus de la moitié du territoire de la commune de Glux-en-Glenne.
La forêt de feuillus représente plus de la moitié de la surface boisée pour l'ensemble du parc régional. Elle est principalement composée d'essences telles que le chêne et le hêtre en taillis sous futaie. La forêt de résineux est principalement composée de pin de douglas, d'épicéas et de sapin en futaie représentant moins de la moitié de la surface boisée parc régional. Le taux d’enrésinement varie cependant d’une commune à l’autre et le territoire de Glux-en-Glenne comprend une majorité de résineux.
La commune comprend une surface boisée, partagée avec la commune de Saint-Prix, la forêt du Grand Montarnu.

#### Arbres remarquables
- Le chêne sessile du bourg de Glux

il s'agit d'un arbre isolé, un Quercus petraea, plus connu sous le nom de chêne sessile d'une hauteur de 20 mètres dont le tronc présente une circonférence de 4,5 mètres et qui est en bon état de préservation (propriété privée).
- Le sapin pectiné du Port des lamberts

Ce représentant de l'espèce Abies alba, dit aussi sapin pectiné, très commun dans le Morvan, présente la particularité d'avoir formé une "triplette" de troncs. Sa hauteur dépasse les trente mètres pour une circonférence de 4,2 mètres, sa grande taille lui permettant de servir de repère aux randonneurs (propriété privée).

#### Le paysage
Outre ses forêts, ses cours d'eau, ses sites architecturaux, la commune offre d'autres particularités, notamment grâce à son altitude. Le Morvan étant un massif isolé entouré de plaines, ses plus hauts sommets permettent de découvrir des panoramas sur de grandes distances :
- La vue sur le Mont Blanc

Lorsque le ciel est dégagé, sans brume et vierge de toute pollution, il est possible d'admirer depuis les hauteurs de la commune (pente du Folin ou du Beuvray, sommet du mont Preneley, le massif du Mont-Blanc qui se détache vers le sud-est. Une photo, publiée par un journal local en janvier 2016 atteste de cette particularité

#### La faune locale

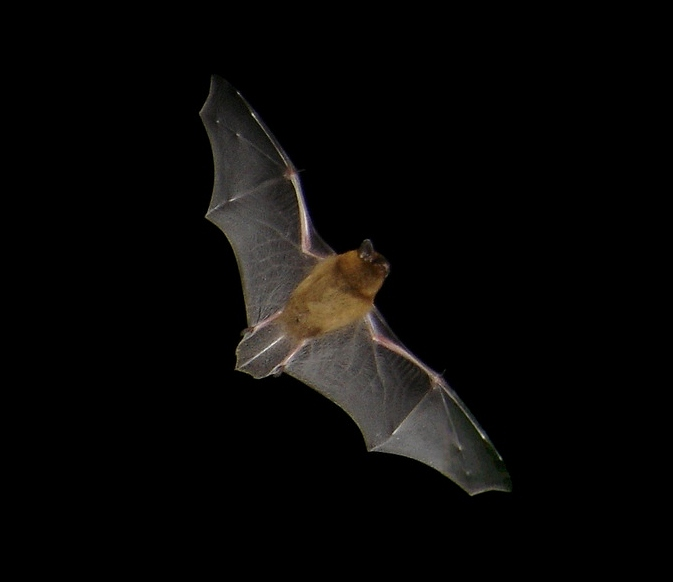
Pipistrelle.

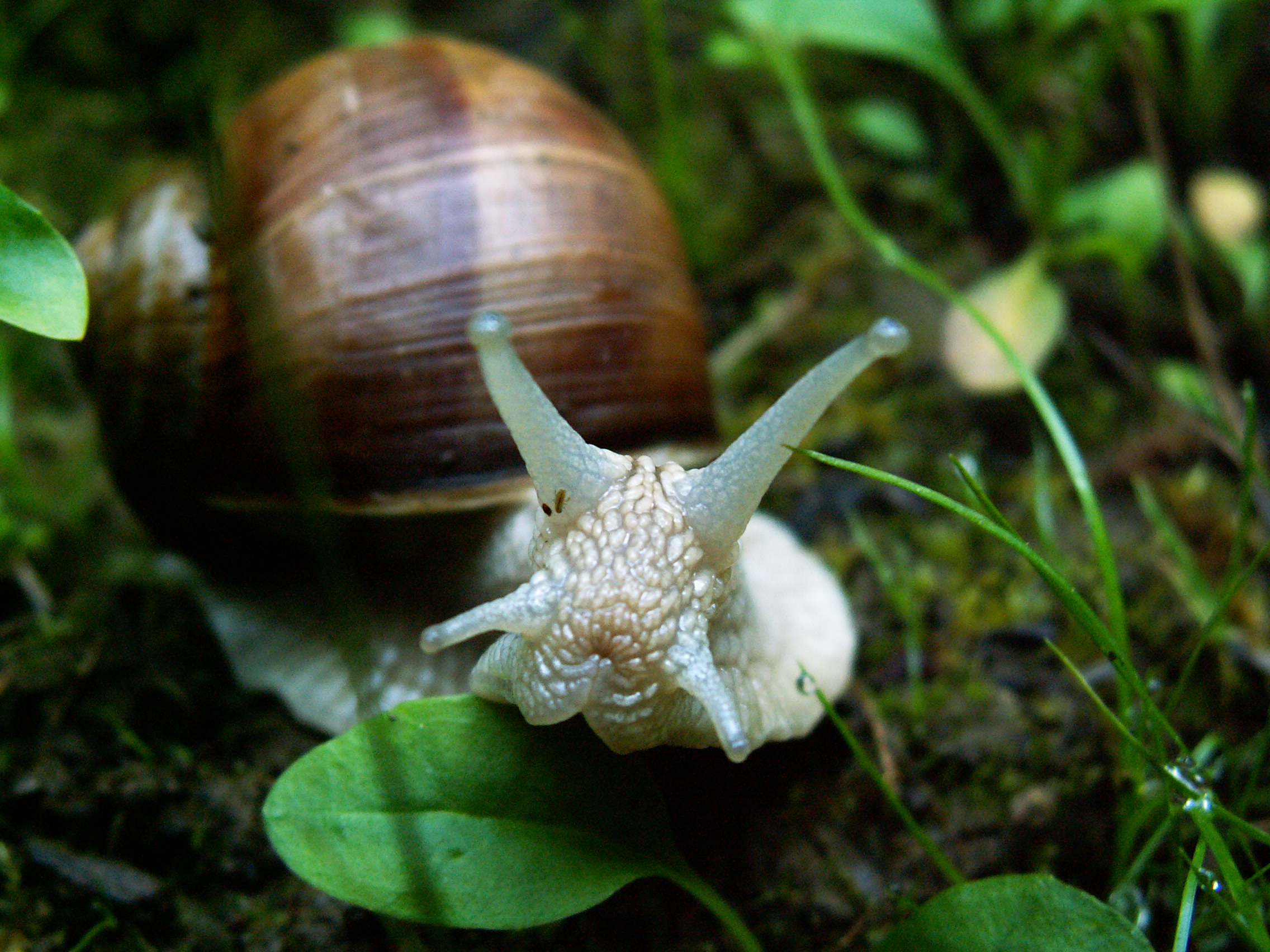
Escargot de bourgogne.

On peut observer de nombreuses espèces à l'état sauvage dans la campagne et les forêts de Glux-en-Glenne :
- des oiseaux, tels que la bergeronnette grise, le bruant jaune, la buse variable, le cincle plongeur, l'étourneau sansonnet, le grand corbeau, le grosbec casse-noyaux, l'hirondelle de fenêtre, la linotte mélodieuse, de nombreuses espèces de mésanges, de Picinae et de pinsons, le rougequeue à front blanc et la Sittelle torchepot ont tous été identifiés sur le territoire communal.
- des mammifères, tels que le chevreuil européen, le glis glis (ou loir gris), le sanglier et la taupe d'Europe. Des chiroptères tels que le petit rhinolophe et la pipistrelle peuvent facilement être observés en hiver quand ils se cachent en se suspendant dans les combles de maisons morvandelles, les caves ou les granges abandonnées.
- des amphibiens, tels que l'alyte accoucheur, le crapaud commun, la grenouille rousse, la salamandre tachetée, le triton alpestre et le triton palmé.
- des reptiles, tels que la couleuvre d'Esculape, diverses espèces de lézards et la vipère aspic
- des insectes dont de nombreuses espèces de papillons, tels que l'amaryllis, l'aurore, le citron, le flambé, le gazé, le myrtil, le paon du jour, le Boloria selene (ou petit collier argenté), le procris, le satyre, le silène, et le tabac d'Espagne ainsi que de nombreuses espèces de libellules et d'orthoptères tels que la grande sauterelle verte, le grillon champêtre et diverses variétés de criquets.
- des gastéropodes, tel que l'incontournable helix pomatia, plus connu sous la dénomination d'escargot de Bourgogne quand il est consommé en tant que plat traditonnel.

### Arts et traditions populaires

#### Les métiers

##### Les galvachers
Le terme « galvacher » désigne des rouliers c'est-à-dire des charretiers originaires de régions forestières françaises d'élevage bovin. Ces bouviers partaient pendant la bonne saison, de mai à septembre, « se louer » avec plusieurs paires de bœufs afin de réaliser des travaux de transports lourds, mais aussi du halage ou du labourage.
Le site de la « mémoire du pays du Glux » évoque les derniers représentants de la galvache dans le secteur du Haut-Folin dans les années 1950. Il explique notamment que ces hommes encourageaient leurs bœufs avec un chant patoisant dénommé « le tiaulage », qu'ils possédaient des outils typiques tels qu'un couteau dénommé lui aussi « galvacher ».

##### Les flotteurs
Les forêts du Morvan ont permis grâce à l'apport de son bois le chauffage de Paris durant trois siècles, grâce au système du « flottage du bois dit à bûches perdues » sur l'Yonne, rivière qui prend sa source à Glux-en-Glenne.
Le site du Port des Lamberts, situé sur le territoire de la commune, doit son nom à cette activité. Les bûcherons locaux débitaient des bûches d'un peu plus d'un mètre de longueur sur environ quinze centimètres de diamètre, dénommées « moulées », puis les empilaient sur site avant d’être charroyées par les galavachers, cités plus haut, jusqu’au Port des Lamberts où les moulées étaient déposées en grappes sur le cours d'eau pour approvisionner Paris en bois de chauffage. Le site de l'Écomusée du flottage du bois, située à Clamecy dans la Nièvre, présente les caractéristiques de cette ancienne activité.

#### Musiciens et ménétriers

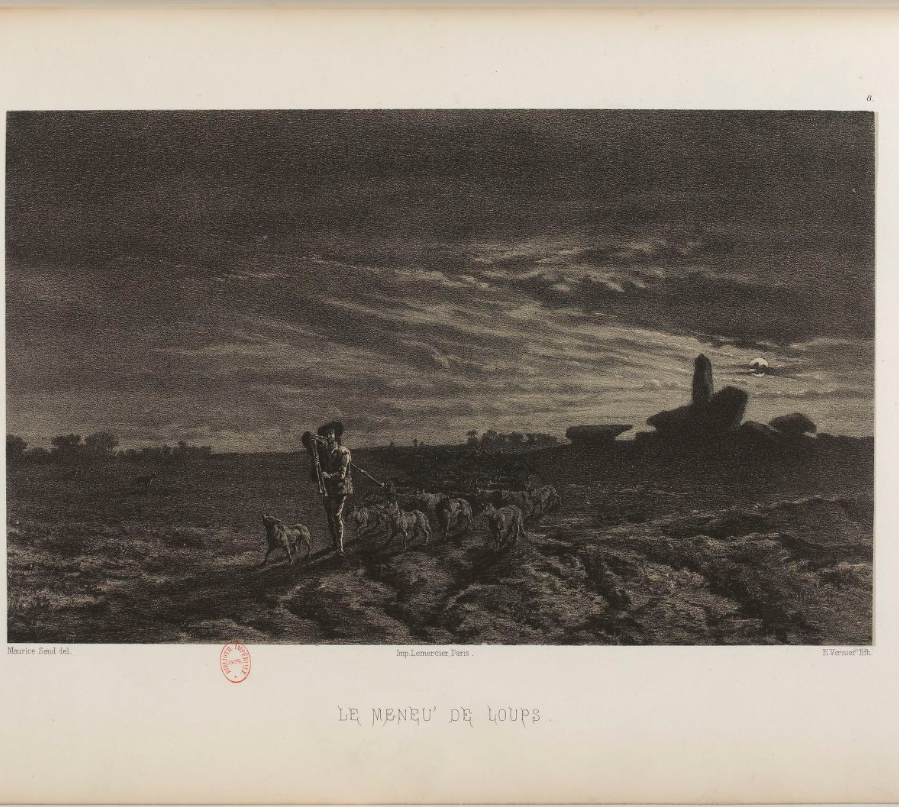
Dans son ouvrage consacré aux légendes locales, l'écrivain George Sand évoque les ménestriers morvandiaux "meneu' de loup" (illustration de 1858).

Les ménétriers (ménétrés) du Morvan sont des musiciens professionnels itinérants ayant parcouru les routes de village en village jusqu'au XIXe siècle pour animer les fêtes populaires, les comices et les bals locaux. Ils accompagnaient souvent des chanteurs qui s'exprimaient dans la langue locale.

La romancière, dramaturge, épistolière française, George Sand, décrit ainsi leur action dans un de ses ouvrages liés aux traditions locales.
« 
Dans le Morvan, les ménétriers sont meneux de loup.
Ils ne peuvent apprendre la musique qu'en se vouant au diable,
et souvent leur maître les bat et leur casse leurs instruments sur le dos, quand ils lui désobéissent.
Les loups de ce pays-là sont aussi des sujets de satan... »
L'union des groupes et ménétriers morvandiaux, association créée au cours du XXe siècle tente de redonner vie à cette tradition avec des joueurs de vielle, de cornemuse, d'accordéon diatonique et de violon. André Clément, « accordéoneux » de Glux-en-Glenne, a fait enregistrer sa musique sous le label des ménétriers du Morvan par l'éditeur Mémoires vives, d'Anost.

#### Le patrimoine culinaire
- Les quatr'heures morvandelles

Les « quatr'heures morvandelles » ne sont pas un plat, proprement dit, mais un type de menu local proposé par de nombreux restaurants et auberges du Morvan. Il est généralement constitué de jambon rosette, d'une omelette au lard, du fromage blanc fermier à la crème (dénommé localement quiâque bitou) et d'une miche de pain à l'ancienne. Ce type de menu est proposé régulièrement dans l'unique auberge de Glux-en-Glenne, située au bourg.
- La râpée morvandelle

Cette « râpée » se présente sous la forme d'une galette de pommes de terre dénommées localement « treuffes » préalablement râpées, agrémentée d’œufs et de fromage blanc, plat qui remonterait au XIXe siècle.

### Patrimoine oral

#### La langue locale
Le bourguignon-morvandiau est une langue régionale de France longtemps employée dans sa variante du morvandiau de la montagne à Glux-en-Glenne, petite localité rurale, située comme ses voisines, au cœur de la montagne morvandelle, même si cet idiome est, aujourd'hui, en voie de disparition. Cependant, la langue française telle qu'elle est exprimée peut encore être difficile à comprendre pour une personne peu habituée à cet accent, comme l'a relaté l'écrivain François Cavanna lorsqu'il évoquait sa mère morvandelle, dans son roman intitulé Les Russkoffs.

#### Les légendes locales

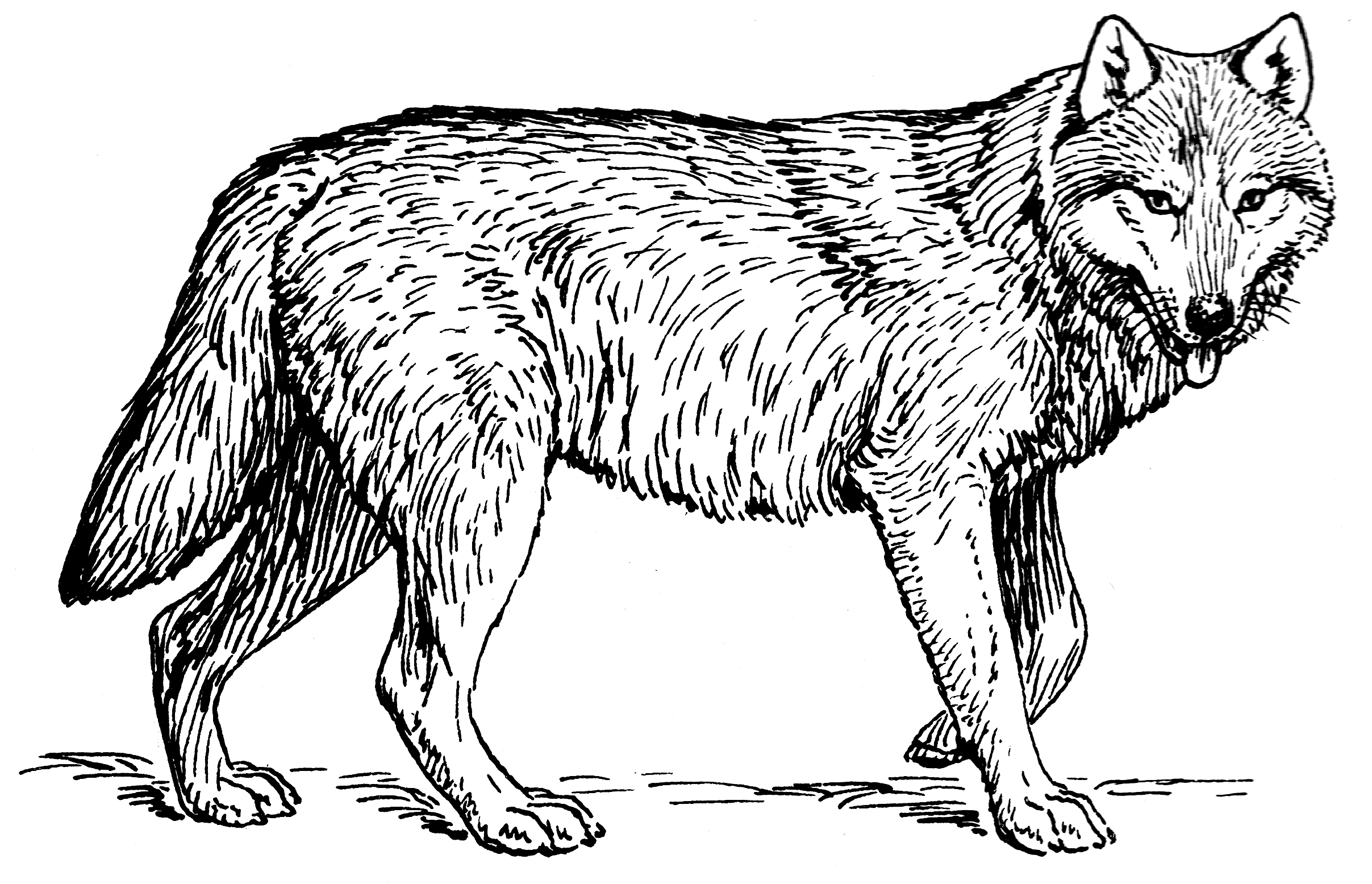
Le loup fait partie du bestiaire des légendes locales de Glux-en-Glenne.

Région de petites montagnes aux vallées encaissées, parsemée d'étangs et recouverte d'épaisses forêts, le Morvan est une terre où se croisent les légendes, les mythes et un certain nombre de superstitions diverses, histoires de fées, de diables, de loups et d’ours, d'animaux fantastiques et fabuleux comme la légende de la vouivre (ou wivre), dont une grosse pierre rappelle l'existence non loin du sommet du mont Beuvray. Des fontaines comme celle de Saint-Pierre, située elle aussi près de ce mont avaient la réputation d'avoir des vertus magiques : des nourrices, très nombreuses dans la région, y baignaient leur poitrine afin d'avoir plus de lait pour nourrir les bébés dont elles avaient la charge.
Des conteurs et des conteuses gluxoises exprimaient avec verve et accent du terroir de vieilles légendes locales autant facétieuses que merveilleuses. Une légende locale évoquant le loup est propre à un hameau de Glux-en-Glenne :
```
* 
Le Fou du Loup

Ce conte narre les mésaventures de deux bergères gluxoises attaquées par un loup, probablement affamé. L'une d'elles réussit à grimper sur un hêtre (dénommé « fou » en patois local) pour appeler à l'aide. Par chance, deux bûcherons, passant non loin de là, sont attirés par les cris de la jeune fille et arrivent à la rescousse. Ils parviennent à tuer l'animal à coup de hache. Le lieu, où se sont déroulés les faits, se dénommera désormais : « le fou du loup »
[
111
]
.
```

Une autre légende est liée au personnage de Martin de Tours, plus connu sous le nom de saint Martin et à l'origine d'un cycle hagiographique, c'est-à-dire à une série de faits et d'aventures successives relatant les faits et gestes du saint.
```
* 
La pierre du pas de l'âne

Alors qu'il traversait une forêt de Glux sur son âne, saint Martin est attaqué par des bandits. Il réussit à déjouer le piège tendu par les agresseurs grâce à un bond prodigieux qu'effectue sa monture. La bête s'élança depuis un rocher situé dans le hameau de l'Échenault, en y laissant une empreinte de son fer et retomba sur le sommet du mont Beuvray
[
112
]
.
```

### Personnalités liées à la commune

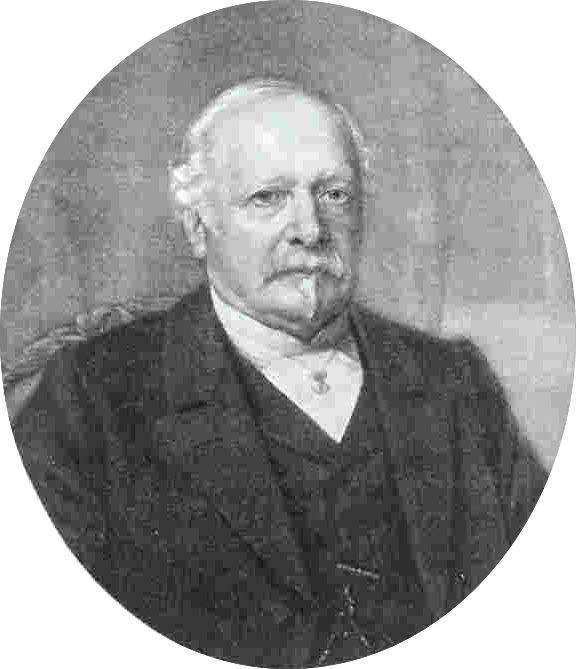
Auguste Ernest d'Aboville.

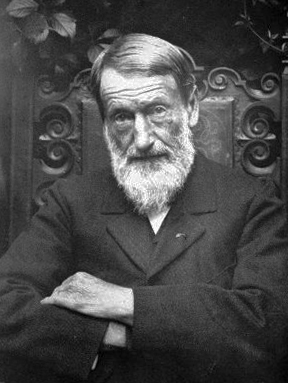
Jacques Gabriel Bulliot.

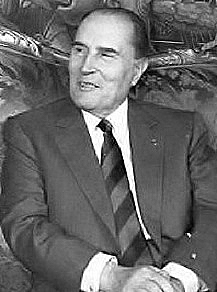
François Mitterrand.

- Étienne Valletat (XVIIIe siècle).

Avocat et châtelain royal de Glenne en 1789. Son nom apparaît dans la liste des comparants du tiers-état du bailliage d'Autun.
- Jacques Gabriel Bulliot (1817-1902)

Commerçant, né à Autun et découvreur du site de Bibracte qu'il localisa au mont Beuvray. Il est l'oncle de Joseph Déchelette qui continuera ses fouilles après sa mort.
- Auguste Ernest d'Aboville (1819 - 1902).

Homme politique français du Second Empire et des débuts de la Troisième République, maire de la commune de 1858 à 1861, puis député du Loiret de 1871 à 1876. Il fut propriétaire d'un grand nombre de terrains sur la commune dont notamment le terrain où fut découvert le site antique de Bibracte. Il est l'arrière-arrière-grand-père du navigateur Gérard d'Aboville.
- François Mitterrand (1916-1996)

Homme d'État français, président de la République du 21 mai 1981 au 17 mai 1995. Député de la troisième circonscription de la Nièvre de 1962 à 1981 (celle de Château-Chinon et de Glux-en-Glenne)
Dans une de ses lettres, écrite en 1964 et, adressée à sa maîtresse Anne Pingeot, (mère de leur fille Mazarine) et dont madame Pingeot autorisa la publication en 2016 dans un recueil de correspondances, François Mitterrand évoque la commune de Glux-en-Glenne en ces termes, alors qu'il songe à l'éventuelle acquisition d'une grange abandonnée dans le village :
«  Sans doute n’en ferai-je jamais rien. J’aime songer qu’en l’aménageant, j’y vivrais une vraie solitude au soir de mes samedis harassants. »
François Mitterrand est mort à Paris, dans la nuit du 7 au 8 janvier 1996 ; huit mois auparavant, alors déjà malade et fatigué, il avait inauguré le Centre de recherche archéologique de Glux-en-Glenne.
- Edwige Avice (née en 1945 à Nevers).

Femme politique française, ancienne ministre de la Cinquième République, est citoyenne d'honneur de la commune[réf. nécessaire].

### Héraldique
|  | Glux-en-Glenne possède des armoiries dont l'origine et le blasonnement exact ne sont pas disponibles. |